# Sommer-Paralympics 2024/Teilnehmer (Kuwait)
| stlisierte Goldmedaille | stlisierte Silbermedaille | stlisierte Bronzemedaille |
| ----------------------- | ------------------------- | ------------------------- |
| —                       | —                         | 1                         |

Kuwait entsandte drei Athleten zu den Paralympischen Sommerspielen 2024 in Paris. Als Fahnenträger bei der Eröffnungsfeier wurde Faisal Sorour ausgewählt.

## Teilnehmer nach Sportart

### Leichtathletik
| Athleten         | Klassifizierung | Wettbewerb(e) | Zeit/Weite   | Rang   |
| ---------------- | --------------- | ------------- | ------------ | ------ |
| Männer           |                 |               |              |        |
| Faisal Al–Rajehi | T54             | 400 m         |              |        |
| Faisal Al–Rajehi | T54             | 800 m         |              |        |
| Faisal Al–Rajehi | T54             | 1500 m        |              |        |
| Faisal Al–Rajehi | T54             | 5000 m        | 10:55,99 min | Bronze |
| Dhari Buti       | F37             | Kugelstoßen   | 12,66 m      | 10     |
| Faisal Sorour    | F63             | Kugelstoßen   |              |        |